# Otto Keck (Maler)
Otto Keck (* 20. März 1873 in Oberstaufen; † 8. April 1948 in Immenstadt im Allgäu) entwickelte sich vom Gastwirt und Metzger zum Maler des Allgäus.

## Leben
Als Sohn von Metzgermeister und Gastwirt Peter Paul Keck und seiner Ehefrau Theresia wurde Otto Keck 1873 geboren. Bis 1886 besuchte er die Volksschule in Oberstaufen, nach dem Umzug der Familie nach Blaichach neben der Arbeit im elterlichen Metzgerei- und Gaststättenbetrieb weiterhin die Sonn- und Feiertagsschule am Ort, wo sein zeichnerisches Talent auffiel. Er sollte aber beruflich den väterlichen Weg nehmen. Über Untermaiselstein kam seine Familie nach Weiler im Allgäu.
Während seiner Militärzeit (1895–1897) in München lernte er die großen Gemäldegalerien und Ausstellungen kennen. Danach wurde er Forsteleve beim Grafen Rechberg, wo er einen Briefwechsel mit Franz von Defregger führte. 1902 starb seine Mutter, die innerhalb der Familie das künstlerische Talent ihres Sohnes durch Anerkennung ermutigte.
1904 übernahm die Familie eine Weinwirtschaft in Überlingen, wo sich Otto Keck intensiv mit Zeichnen und Malen beschäftigte. Er heiratete Kreszensia Mauch, Sohn Otto Paul wurde geboren. 1906 kehrten sie nach Goßholz (heute Stadtteil von Lindenberg im Allgäu) ins Allgäu zurück und übernahmen den „Goldenen Adler“. Da seine Frau die Arbeit in der Gastwirtschaft übernahm, konnte Keck sich voll der Malerei widmen und mit dem Verkauf von Bildern Einkünfte erzielen. Besuch erhielt er von den berühmten Malern Hans Best und E. T. Compton. 1934 schenkte ihm die Stadt Immenstadt aus Anerkennung ein Grundstück und 1935 ein Haus, wo er bis zu seinem Tod 1948 blieb.
Lindenberg und Immenstadt haben je eine Straße nach Otto Keck benannt.

## Werk
Kecks Arbeit umfasste Porträts, anonyme Allgäuer Charakterköpfe, aber auch als Auftragsarbeiten, wie das Bild des Bürgermeisters von Kempten, Hofrat Adolf Horchler, und anderer Persönlichkeiten. Mit ihnen wurde er am bekanntesten. Von seiner Allgäuer Landschaft schuf er Ansichten. Blumen mit Gegenständen waren Inhalte bei Stillleben. Alltagssituationen verdichtete er bei seinen Genrebildern. Für Weiler, Oberstdorf und andere zeichnete er Postkarten, schuf für Firmen Werbebilder, z. B. für die Hutfabrikation in Lindenberg und die Milchwirtschaft. Die Schützenscheiben gehören ebenfalls zu seinem Gesamtwerk.
„Otto Kecks Kunstschaffen ist nicht das eines Neuerers. Er orientiert sich zumeist an dem allseits geschätzten Stil realistisch malender Zeitgenossen. … Als echter Autodidakt eignete sich Otto Keck seine malerischen Qualitäten durch Literatur über Maltechnik und durch Kopieren von Reproduktionen an. … Sehr oft jedoch hat ein gewisses Autodidaktentum … seinen besonderen Reiz.“

## Ausstellungen
- 1916, 1921 und 1924 je ein Bild im Glaspalast München
- 1935 Frühjahrsausstellung im Palais Herzog-Karl-Theodor in München mit 4 Bildern von Pflug
- 1935 Sommerausstellung im Palais Herzog-Karl-Theodor in München 1 Bild: Es ist bestimmt in Gottes Rat
- 1940 Kunstausstellung im Haus der deutschen Kunst in München mit dem Bild Flurplan

### Gedächtnisausstellungen
- 1949–1950 im Allgäuer Heimatmuseum und im Kornhaus in Kempten mit 44 Bildern
- 1973 in Immenstadt mit 15 Werken
- 1981 Gemeinschaftsausstellung in Immenstadt, 200 Jahre Porträts Immenstädter Maler
- 1983 gemeinsam mit Sohn Paul Keck im Kornhausmuseum in Weiler mit 37 Bildern von Otto Keck
- 1987 Allgäuer Heimatmuseum Kempten im Marstall mit Katalog[3]